# Casa de Marunys
La Casa de Marunys és un edifici del municipi d'Olot protegit com a bé cultural d'interès local.

## Descripció
És un gran mas de planta rectangular i teulat a dues aigües a diferents nivells. Disposa de planta baixa i pis, amb les obertures repartides per les façanes de manera totalment simètrica i ordenada. Els murs són estucats i les obertures són remarcades per estuc gris, imitant carreus de pedra. Annexes a la casa hi ha pallisses per guardar la palla i una àmplia era de batre. L'interior es distribueix a partir d'un menjador central del que parteixen les nombroses portes que menen a les cambres.

## Història
Al pla de Sant Joan les Fonts existeix un altre Mas Marunys, per aquest motiu Francesc Caula va escriure: "Marunys procedeix de Maronis, nom gentílic que es degué transformar en Marunys pel canvi de la "o" en "u", per raó de fonètica. A Sant Cristòfol de les Fonts superiors es troba un Mas Marunys, el que fa creure en una important família romana colonitzadora de les terres situades en les fonts de dalt i de baix. L'actual Mas Marunys de Sant Cristòfol les Fonts va ser bastit durant el segle xix.